# Rainer Riehn

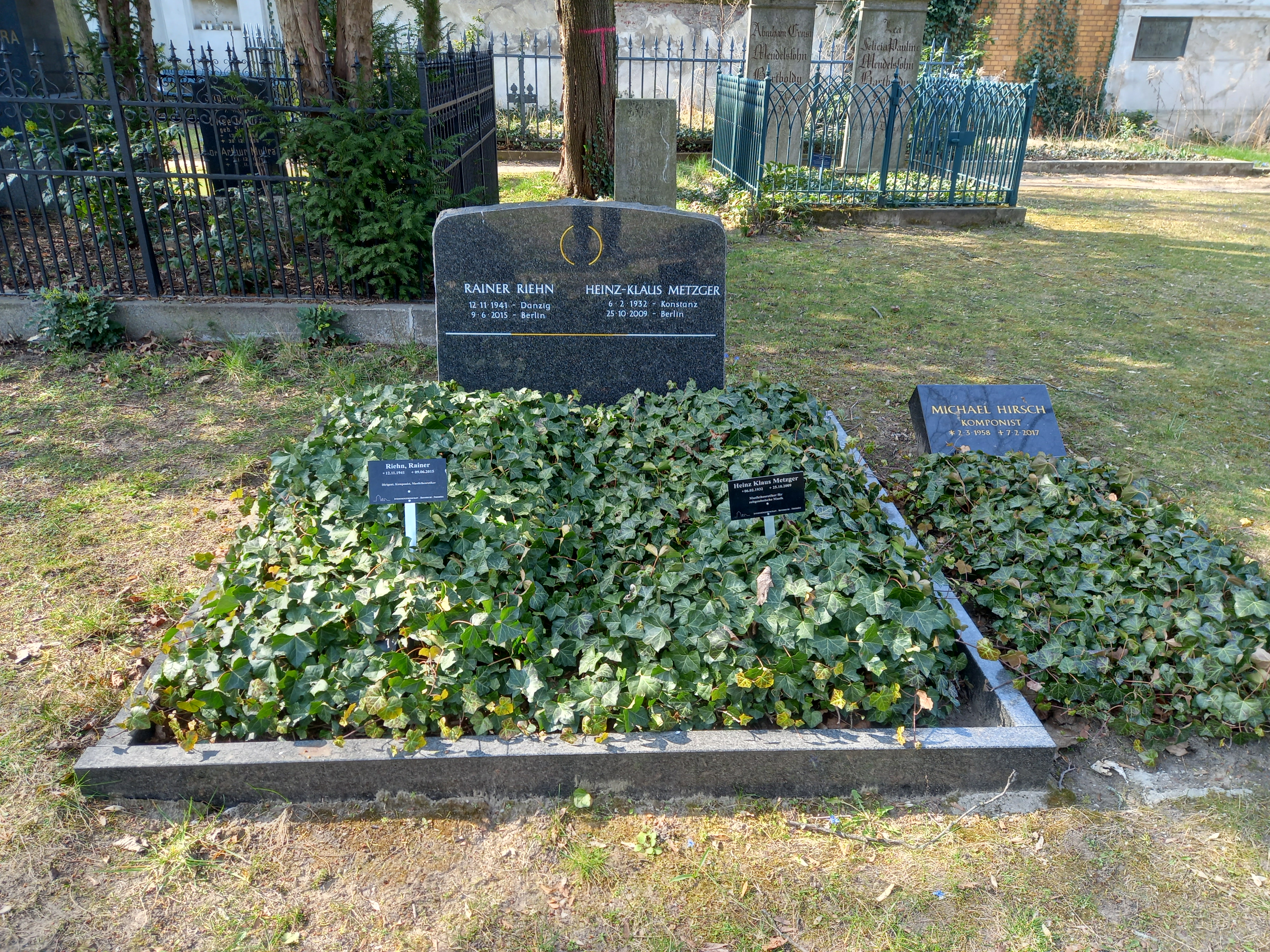
Das Grab von Rainer Riehn und Heinz-Klaus Metzger auf dem Friedhof I der Dreifaltigkeitsgemeinde in Berlin

Rainer Riehn (* 12. November 1941 in Danzig; † 9. Juni 2015 in Berlin) war ein deutscher Komponist und Dirigent sowie Mitherausgeber musikwissenschaftlicher Zeitschriften.

## Leben
Riehn studierte Musikwissenschaft in Mainz, Zürich und Berlin und Komposition bei Gottfried M. Koenig in Utrecht. Er rief 1969 zusammen mit dem Musiktheoretiker Heinz-Klaus Metzger das „Ensemble Musica Negativa“ ins Leben, dessen Name und Programm an der „Negativen Dialektik“ von Theodor W. Adorno orientiert war und das sich der Aufführung radikal „Neuer Musik“ widmete, u. a. von John Cage (1912–1992), Morton Feldman (1926–1987), Earle Brown (1926–2002), José Luis de Delás (1928–2018), Dieter Schnebel (1930–2018), Christian Wolff (* 1934) und Hans-Joachim Hespos (1938–2022).
1977 bis 2003 gaben Metzger und Riehn die musikwissenschaftliche Reihe Musik-Konzepte in der Münchner edition text + kritik heraus; hierfür erhielten sie 1984 den Deutschen Kritikerpreis. Ihr Lebenswerk setzten sie zwischen 2004 und 2010 in der Reihe querstand. musikalische konzepte fort. Ebenfalls im selben Verlagshaus edierten sie die zwei Bände der Kompositionen von Adorno.
1987 wirkten Riehn und Metzger als Chefdramaturgen der Frankfurter Oper unter Gary Bertini, wo sie die Komposition und Aufführung der Europeras 1 & 2 von John Cage initiierten.

## Kompositionen
- Chants de Maldoror. 1965/66. Elektronische Komposition unter Verwendung der gleichnamigen Prosadichtung des französischen Dichters Lautréamont. Realisiert im Studio für elektronische Musik der Universität Utrecht[3]
- nichts – als das Kinderspiel eines Erwachsenen. Streichtrio (UA vom trio recherche, Konstanz 2002)
- Das Lied von der Erde von Gustav Mahler, Bearbeitung für Kammerensemble von Arnold Schönberg, beendet von Rainer Riehn (UA vom Ensemble Musica Negativa, Toblach 1983)